# (13219) Cailletet
(13219) Cailletet ist ein Asteroid des äußeren Hauptgürtels, der am 30. Juni 1997 im Rahmen des Spacewatch-Projektes der University of Arizona am Kitt-Peak-Nationalobservatorium (IAU-Code 691) entdeckt wurde. Sichtungen des Asteroiden hatte es vorher schon gegeben: am 2. September 1986 unter der vorläufigen Bezeichnung 1986 RZ3 am französischen Observatoire de Calern und am 18. und 19. Januar 1994 (1994 BK5) am Karl-Schwarzschild-Observatorium im Tautenburger Wald.
Der mittlere Durchmesser des Asteroiden wurde sehr grob mit 16,073 km (±7,260) berechnet.
(13219) Cailletet wurde am 18. März 2003 nach dem französischen Physiker Louis Paul Cailletet (1832–1913) benannt, dem als erstem die Verflüssigung permanenter Gase wie Sauerstoff, Stickstoff und Wasserstoff gelang. Flüssiger Stickstoff wird zum Beispiel von Astronomen zur Kühlung von Bilddetektoren verwendet.